# سوپر جام آسیا ۱۹۹۹
سوپر جام آسیا ۱۹۹۹ پنجمین دورهٔ سوپر جام آسیا که بین قهرمان جام باشگاه‌های آسیا ۹۹–۱۹۹۸ و قهرمان جام برندگان جام آسیا ۹۹–۱۹۹۸ انجام شد و این مسابقات توسط کنفدراسیون فوتبال آسیا برگزار شد.
تیم جوبیلو ایواتا نماینده ژاپن برای اولین بار قهرمان این دوره از رقابت‌ها شد و به مسابقات جام باشگاه های جهان ۲۰۰۱ راه یافت.

## سوپر جام

### جوبیلو ایواتا
| حریفان            | مرحله          | نتیجه۱            | گلهای جوبیلو ایواتا                   |
| ----------------- | -------------- | ----------------- | ------------------------------------- |
| اینستنت دیکت      | دور اول        | ۷–۰               | ?                                     |
| فاینانس اند ریونو | دور دوم        | ۴–۰ ۲             | ?                                     |
| پوهانگ استیلرز    | یک چهارم نهایی | ۱–۱               | ماساشی ناکایاما ۲۸'                   |
| دالیان واندا      | یک چهارم نهایی | ۰–۲               |                                       |
| دوو رویالز        | یک چهارم نهایی | ۲–۰               | دایسوکهوکو ۶۳'، توشی‌یا فوجیتا ۹۰'     |
| العین             | نیمه نهایی     | ۲–۲ (و. ا، ۲ پ ۴) | ماکوتو تاناکا ۱۵'، توشی‌یا فوجیتا ۳۷'  |
| استقلال           | فینال          | ۲–۱               | هیدتو سوزوکی ۳۶'، ماساشی ناکایاما ۴۵' |

۱ گلهای جوبیلو ایواتا ابتدا محاسبه شده است.

۲ این مسابقه با توافق دو طرف در یک بازی انجام شد.

### الاتحاد
| حریفان        | مرحله          | نتیجه۱     | گلهای الاتحاد                                       |
| ------------- | -------------- | ---------- | --------------------------------------------------- |
| الاهلی        | دور دوم        | ۷–۱        | ?                                                   |
| پاختاکور      | یک چهارم نهایی | ۴–۰        | ?                                                   |
| الطلبه        | نیمه نهایی     | ۳–۱        | محمد الصحفی ۲۰'، دالیان اتکینسون ۲۵'، احمد بهجا ۹۰' |
| چونام دراگونز | فینال          | ۳–۲ (و. ا) | احمد بهجا ۱۰' (پ) ۱۰۵' (پ), محمد نور ۸۴'            |

۱ گلهای الاتحاد ابتدا محاسبه شده است.

## نتایج بازی
| تیم ۱         | نتیجه‌نهایی | تیم ۲   | بازی رفت | بازی برگشت |
| ------------- | ---------- | ------- | -------- | ---------- |
| جوبیلو ایواتا | ۲–۲ (گ)    | الاتحاد | ۱–۰      | ۱–۲        |

### بازی اول
| جوبیلو ایواتا      | ۱–۰ | الاتحاد |
| ------------------ | --- | ------- |
| ماساشی ناکایاما ?' |     |         |

### بازی دوم
| الاتحاد                        | ۲–۱ | جوبیلو ایواتا       |
| ------------------------------ | --- | ------------------- |
| حسن الیامی ۷۸' · محمد حیدر ۹۰' |     | ماساشی ناکایاما ۵۸' |

## قهرمان
| قهرمان سوپر جام آسیا ۱۹۹۹ |
| ------------------------- |
| جوبیلو ایواتا             |
| اولین قهرمانی             |